# Angamaly
Angamaly es una ciudad y  municipio situada en el distrito de Ernakulam en el estado de Kerala (India). Su población es de 33465 habitantes (2011). Se encuentra a 34 km de Cochín. 

## Demografía
Según el censo de 2011 la población de Angamaly era de 33465 habitantes, de los cuales 16547 eran hombres y 16918 eran mujeres. Angamaly tiene una tasa media de alfabetización del 96,47%, superior a la media estatal del 94%: la alfabetización masculina es del 97,74%, y la alfabetización femenina del 95,32%.